# Калинченко, Марат Сергеевич
Марат Сергеевич Калинченко (бел. Марат Сяргеевіч Калінчанка; род. 1 марта 1999, Должа, Витебская область) — белорусский футболист, нападающий клуба «Бумпром».

## Карьера

### «Орша»
Воспитанник футбольной академии «Витебска». В 2017 году футболист стал выступать за дублирующий состав клуба. В августе 2019 года футболист на правах свободного агента присоединился к «Орше». Дебютировал за клуб футболист 13 сентября 2019 года в матче против гомельского «Локомотива», выйдя на поле в стартовом составе. Своим дебютным забитым голом за клуб футболист отличился 16 мая 2020 года в матче против микашевичского «Гранита». Футболист быстро смог закрепиться в основной команде, затем на протяжении нескольких сезонов продолжая выступать за оршанский клуб в роли одного из основных игроков, отличившись всего 4 забитыми голами и 5 результативными передачами. В июле 2022 года футболист покинул клуб, проведя остаток сезона в роли свободного агента.

### «Жодино-Южное»
В апреле 2023 года футболист присоединился к «Жодино-Южному». Дебютировал заа клуб футболист 22 апреля 2023 года в матче против долбизновской «Нивы», выйдя на замену на 86 минуте. Дебютным забитым голом за клуб футболист отличился 21 мая 2023 года в матче против гомельского «Локомотива». В матче 9 сентября 2023 года в матче против «Лиды» футболист отличился забитым дублем. Затем футболист в октябре 2023 года отличился голевой серией из 10 забитых мячей в 7 матчах подряд, трижды оформив дубль. На протяжении сезона футболист выступал за жодинский клуб в роли одного из основных игроков, отличившись 14 забитыми голами. По итогу сезона футболист вместе с клубом завершил чемпионат на итоговом седьмом месте. По окончании сезона футболист покинул клуб.

### «Нафтан»
В январе 2024 года футболист перешёл в новополоцкий «Нафтан», подписав контракт до конца сезона. Дебютировал за клуб футболист 4 мая 2024 года в матче против «Гомеля», выйдя на замену на 88 минуте. Однако закрепиться в основной команде новополоцкого клуба у футболиста не получилось, большую часть сезона проведя на скамейке запасных, откуда выходил на замену преимущественно под конец основного времени. По итогу сезона футболист вместе с клубом завершил чемпионат в зоне стыковых матчей за сохранение прописки. В матче 7 декабря 2024 года футболист вместе с клубом победили долбизновскую «Ниву» и сохранили прописку в Высшей лиге, а сам футболист появился на поле лишь на 89 минуте. По окончании сезона футболист покинул новополоцкий клуб. Сам футболист результативными действиями не отличился.

### «Бумпром»
В феврале 2025 года сообщали, что футболист присоединился к гомельскому «Бумпрому». В начале марта футболист официально присоединился к гомельскому клуб, подписав контракт до конца сезона. Дебютировал за клуб футболист 3 мая 2025 года в матче против пинской «Волны», выйдя на замену на 87 минуте. В матче 25 мая 2025 года против «Лиды» футболист получил травму, сломав палец на ноге.